# Une jeune fille finlandaise
Pour plus de détails, voir Fiche technique et Distribution.
Une jeune fille finlandaise (Lapualaismorsian) est un film finlandais réalisé par Mikko Niskanen, sorti en 1967.

## Synopsis
Liisa, Tenu et Lulu sont trois jeunes filles qui vivent ensemble dans le même appartement. Elles participent aux répétitions de Ceux de Lupua d'Arvo Salo, opéra qui revient sur le mouvement de Lapua.

## Fiche technique
- Titre original : Lapualaismorsian
- Titre français : Une jeune fille finlandaise
- Réalisation : Mikko Niskanen
- Scénario : Seppo Aaltonen, Jörn Donner, Kari Franck, Markku Lahtela, Marja-Leena Mikkola, Mikko Niskanen et Arvo Salo
- Direction artistique : Reijo Puttonen
- Photographie : Osmo Harkimo
- Montage : Juho Gartz
- Musique : Kaj Chydenius et Eero Ojanen
- Pays d'origine : Finlande
- Format : Noir et blanc - 35 mm - Mono
- Genre : drame
- Durée : 90 minutes
- Dates de sortie :
  - Finlande : 1er décembre 1967
  - France : 8 février 2012

## Distribution
- Kristiina Halkola : Liisa Alatalo
- Kirsti Wallasvaara : Tenu
- Aulikki Oksanen : Lulu
- Pekka Laiho : Petteri, "Vihtori Herttua", student of Technology
- Pekka Autiovuori : Alpo, student of Technology
- Jukka Sipilä : Nipa, "Isotalo", student of Technology
- Heikki Kinnunen : Hessu, "Isotalo's helper", student

## Récompenses
- Jussis 1968[1] :
  - meilleur réalisateur
  - meilleur actrice pour Kristiina Halkola